# Dante et Virgile aux enfers (Gérôme)
Dante et Virgile aux Enfers est une esquisse à l'huile réalisée par l'artiste peintre français Jean-Léon Gérôme,. Elle fait partie de la collection du musée Jean-Léon Gérôme de Vesoul (France).

## Description
On aperçoit sur le tableau deux personnages, désignés comme étant Dante et Virgile, au sein d'un plan très sombre. Une troupe d'anges vole dans l'angle droit au sortant d'un nuage de fumé.

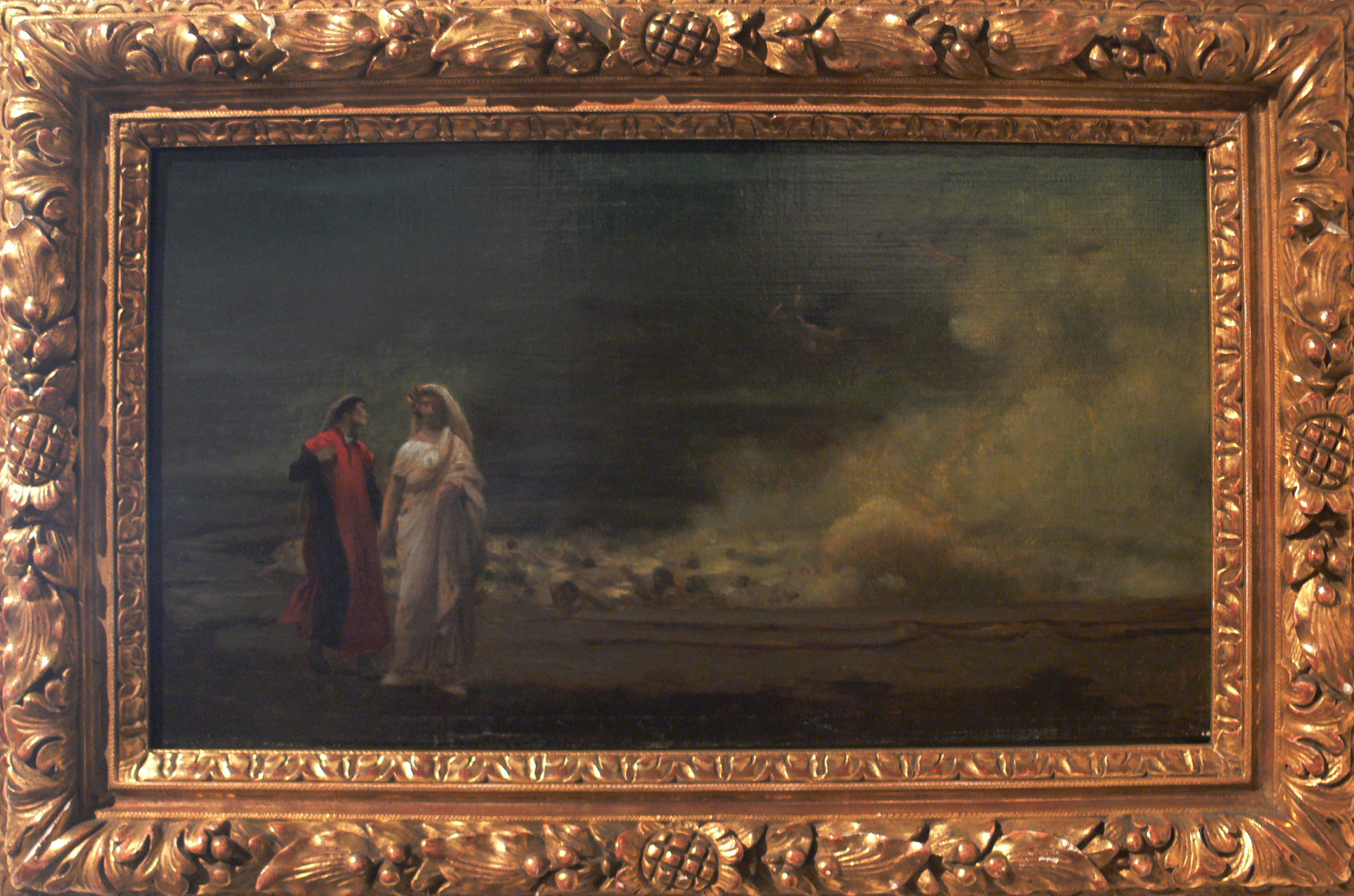
Le tableau avec son cadre.
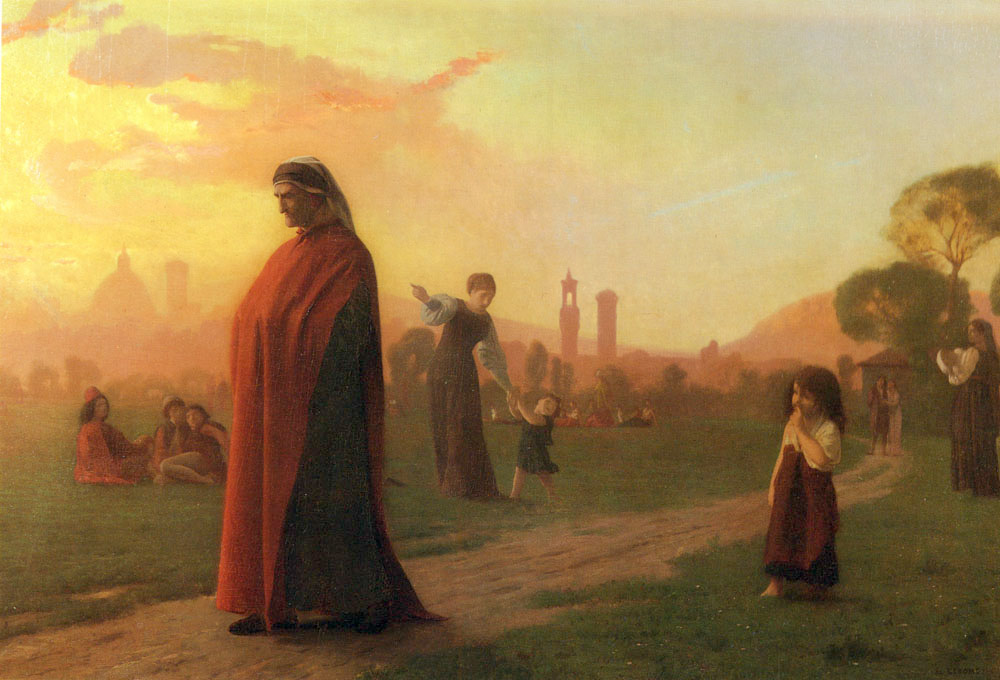
Dante de 1864.